# سهم الدبور
سهم الدّبّور هي إحدى القرى اللبنانية من قرى قضاء راشيا في محافظة البقاع.
والدبور باللغة المحكية اللبنانية هو ذكر النحل البري.